# Solresol

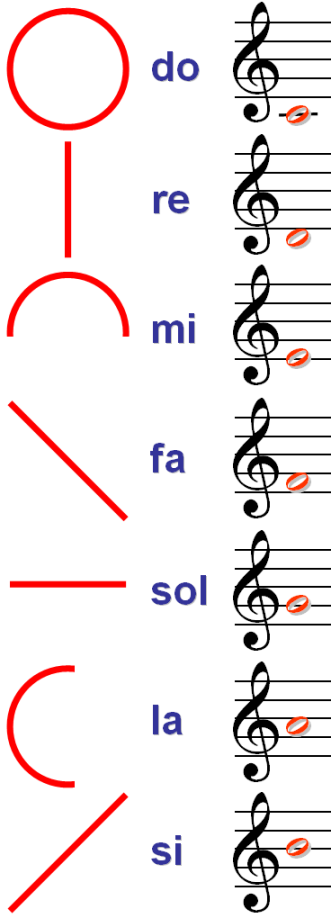
Alcuni simboli di base del solresol, fra cui il classico pentagramma

Il solresol è una delle prime lingue ausiliarie, progettata nel 1817 dal francese Jean François Sudre ed ebbe una certa popolarità prima della nascita del volapük e dell'esperanto.
La sua principale caratteristica è quella di avere solo sette elementi di base, che possono essere espressi suonando con uno strumento musicale le sette note musicali, pronunciando i loro nomi come sillabe, disegnando con i sette colori dello spettro visibile o scrivendo con un qualsiasi insieme di sette simboli o ideogrammi.
Il lessico è completamente a priori. I termini grammaticali sono composti da una o due sillabe, le parole più comuni da tre o quattro. Il contrario di una parola è formato dalle stesse sillabe in ordine inverso.
|       |         |
| misol | solmi   |
| buon  | cattivo |

```
 cattivo 
```

|         |         |
| domisol | solmido |
| dio     | diavolo |

I principali difetti del solresol sono il basso numero di sillabe e la difficoltà di distinguere due parole successive. Per questo motivo, nonostante l'originalità, il solresol fu presto dimenticato.

## Esempi
- dore (Dr) → io, me

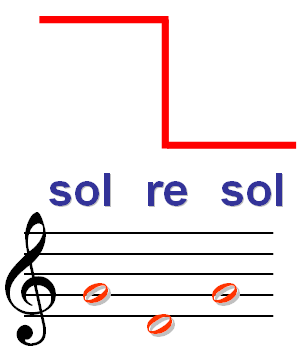
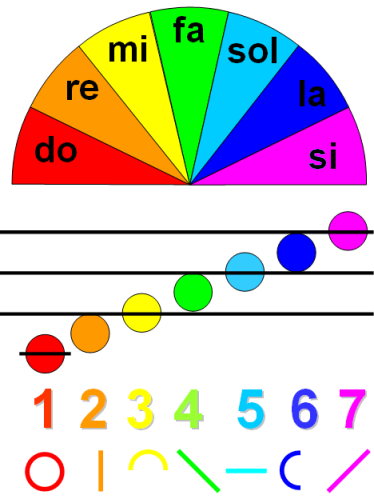

- dola (Dl) → si (riflessivo), qualcuno, il prossimo
- domi (Dm) → tu, te
- dosi (Ds) → altro
- dosol (Dso) → sé, sé stesso
- redo (Rd) → mio
- resol (Rso) → nostro
- remi (Rm) → tuo
- rela (Rl) → vostro
- refa (Rf) → suo
- resi (Rs) → loro (aggettivo possessivo)
- mido (Md) → per, allo scopo di, affinché
- misol (Mso) → bene